# Keiko Hama
Pour les articles homonymes, voir Hama (homonymie).
Keiko Hama (浜恵子, Hama Keiko), née le 7 novembre 1947 dans la préfecture de Chiba (Japon), est une ancienne joueuse japonaise de volley-ball.
Elle est médaillée d'argent aux Jeux de 1968 et de 1972.

## Carrière
Yukiyo Kojima remporte la médaille d'argent du tournoi féminin aux Jeux olympiques d'été de 1968, perdant en finale face aux Soviétiques. Elle remporte le même métal aux Jeux de 1972, perdant une nouvelle fois face aux Soviétiques en finale.

## Palmarès

### Équipe nationale
- Jeux olympiques
  -  1968 à Mexico.
  -  1972 à Munich.

- Championnat du monde
  -  1970 à Varna.

- Jeux asiatiques
  -  1966 à Bangkok.
  -  1970 à Bangkok.

### En club
- Tournoi de Kurowashiki[4]
  - Vainqueur : 1970.
  - Finaliste : 1967, 1969.